# Siège d'Oxford
Batailles
Le siège d'Oxford a lieu durant l'Anarchie anglaise, une période de guerre civile ayant commencé après la mort sans héritier de Henri Ier Beauclerc, roi d'Angleterre, à la fin de l'année 1142. Il oppose son neveu, Étienne de Blois, et sa fille, Mathilde ou Maud, dite l'Emperesse, qui a récemment été chassée de sa forteresse à Westminster et a choisi Oxford pour installer son quartier général. Oxford est en effet devenue à cette époque une véritable capitale régionale ; c'est une ville bien défendue, protégée par une rivière et des remparts. C'est aussi une ville stratégique, du fait de sa position centrale entre le nord, l'ouest et le sud-est de l'Angleterre.
Le siège a lieu alors que la guerre civile est à son point culminant, sans qu'aucune des deux parties ne semble réellement se dégager : les deux ont subi des coups du sort au cours des précédentes années, qui les ont successivement mis en position de force ou de faiblesse par rapport à leur rivale. Par exemple, Étienne est capturé par l'armée de Mathilde en 1141 après la bataille de Lincoln, mais plus tard lors de la même année, le demi-frère de Mathilde Robert de Gloucester, qui est aussi le commandant en chef de ses armées, est capturé par les armées d'Étienne lors de la déroute de Winchester. Ayant emprisonné son ennemi, Mathilde est parvenue à se faire reconnaître comme « dame des Anglais » (domina Anglorum), mais elle a été contrainte de quitter Londres, chassée par une insurrection, à la suite de quoi elle s'établit à Oxford.
Pour Étienne, libéré lors d'un échange de prisonniers contre la libération du comte de Gloucester, il suffit simplement, pour gagner la guerre, de capturer Mathilde elle-même : sa fuite à Oxford constitue donc pour lui une opportunité. Ayant levé une large armée dans le nord de l'Angleterre, il retourne dans le sud et attaque Wareham, dans le Dorset ; cette ville portuaire est cruciale pour Mathilde et son parti angevin, car elle représente l'un des seuls liens directs avec le continent sous son contrôle. Étienne attaque et capture plusieurs villes en remontant vers la vallée de la Tamise, et bientôt la seule base significative contrôlée par Mathilde en dehors du sud-ouest — à part Oxford elle-même — est le château de Wallingford tenu par un de ses proches, Brian FitzCount.
L'armée d'Étienne s'approche d'Oxford fin septembre 1142 et, selon les témoignages contemporains, il fait traverser à son armée à la nage les rivières et cours d'eau qui bloquent l'accès à la ville. La petite force de Mathilde est prise par surprise : ceux qui ne sont pas tués ou capturés se retranchent dans le château, et Étienne prend donc le contrôle de la ville, ce qui le protège d'une contre-attaque. Il sait qu'il ne pourra pas prendre le château par la force, ce qui ne l'empêche pas d'utiliser la toute dernière technologie de siège disponible. Il sait aussi qu'il devra attendre très longtemps avant d'affamer suffisamment Mathilde pour qu'elle se rende. Mais après trois mois de siège, les conditions sont particulièrement rudes pour la garnison du château, et les angevins élaborent un plan pour faire s'échapper l'Emperesse au nez et à la barbe d'Étienne. Un jour de décembre, Mathilde se faufile par une poterne — ou, de manière plus romantique, elle se laisse glisser le long d'une corde en bas de la tour Saint Georges —, habillée en blanc pour se camoufler dans la neige, et traverse les lignes d'Étienne sans se faire capturer. Elle s'échappe jusqu'à Wallingford, puis Abingdon ; le château d'Oxford se rend à Étienne le jour suivant, et la guerre continue pendant 11 autres années, ponctuée par une série de sièges.

## Contexte

Carte du sud de l'Angleterre et du Pays de Galles montrant les zones contrôlées par le roi Étienne (rouge) et Mathilde l'Emperesse (bleu), vers 1140 ; les villes et places fortes importantes sont indiquées.

Henri Ier est mort sans héritier masculin en 1135, menant à une crise de succession. Son seul fils et héritier légitime, Guillaume Adelin, était décédé dans le naufrage de la Blanche-Nef en 1120. Henri souhaitait que sa fille, Mathilde l'Emperesse, lui succède, mais les règles encadrant la succession féminine étaient mal définies à l'époque, ; il n'y avait pas eu de succession incontestée du patrimoine anglo-normand dans les 60 années précédentes,. À la mort d'Henri en 1135, son neveu Étienne de Blois revendique et s'empare du trône d'Angleterre. Des combats éclatent rapidement, se transformant en une véritable rébellion contre le roi,,, alors que Mathilde revendique également le trône. En 1138, le conflit est une véritable guerre civile, connue dans l'histoire anglaise comme l'anarchie,. L'Emperesse a récemment été chassée du palais de Westminster par des londoniens révoltés, qui avaient « essaimé comme des guêpes furieuses » depuis Londres, tandis que la femme d'Étienne et reine d'Angleterre — également nommée Mathilde —, s'approche de Southwark depuis le Kent. Mathilde l'Emperesse, — « en grand état », rapporte James Dixon Mackenzie — est évacuée vers Oxford en 1141,, y installant son quartier général et son hôtel de la Monnaie,. Avant son expulsion de Westminster, elle avait obtenu plusieurs victoires, ayant capturé le roi Étienne et s'étant fait reconnaître « dame des Anglais ». Bien qu'elle n'ait jamais rattrapé le roi en termes de richesse, leurs armées respectives étaient probablement toutes les deux grandes de 5000 à 7000 hommes,.

### Oxford
La ville d'Oxford avait progressivement gagné en importance à cette époque et, selon l'historien Edmund King, était « en train de devenir une capitale régionale ». Elle avait aussi un château royal. La valeur de la ville, pour celui ou celle qui la contrôlait, n'était pas que symbolique, mais aussi pratique : la ville était particulièrement bien protégée étant entourée, d'après les mots de l'auteur de la Gesta Stephani (en), par des « eaux très profondes qui l'arrosaient tout autour »,, et des fossés. La frontière Berkshire-Oxfordshire fut particulièrement disputée pendant la guerre, et Oxford avait alors une grande valeur stratégique. La ville était située au croisement des principales routes reliant Londres au sud-ouest d'une part, et Southampton au nord d'autre part. Quiconque contrôlait Oxford contrôlait alors l'accès à Londres et au nord, et pour Étienne elle constituait une tête de pont pour attaquer les fiefs de Mathilde et de ses fidèles dans le sud-ouest.

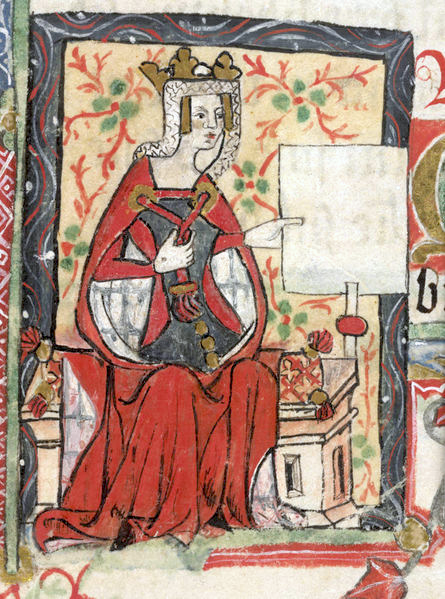
Mathilde l'Emperesse, dans un manuscrit médiéval

 Bien que la taille totale de l'armée qui accompagnait Mathilde à Oxford soit inconnue, elle ne comprenait que quelques barons avec lesquels elle pouvait garder une « petite cour », et qu'elle pouvait entretenir avec les terres de la Couronne locales,. La proximité d'Oxford avec la capitale constitue un « acte courageux » de sa part, selon Bradbury : elle indique probablement qu'elle ne souhaitait pas trop s'en éloigner et qu'elle voulait à un moment ou à un autre retourner à Londres et reprendre la ville.
Mathilde reconnaît que son manque de ressources l'empêchait de gagner la guerre de manière décisive à ce moment précis, et elle envoie donc son demi-frère Robert de Gloucester auprès de son mari, le comte d'Anjou — demeuré sur le continent —, pour tenter de le convaincre d'engager son armée puissante et expérimentée aux côtés de son épouse. Mathilde et Robert estimaient probablement qu'elle serait en sécurité à Oxford en attendant que celui-ci revienne. Selon King, c'est une période décisive pour Mathilde, et l'absence du comte de Gloucester l'affaiblit encore plus : il part le 24 juin pour la Normandie, bien que la situation de Mathilde à ce moment fût « désespérée », d'après Crouch. Néanmoins, elle considérait qu'Oxford était « sa ville », dans les mots de l'antiquaire et historien du XVIIe siècle Samuel Daniel. Étienne avait été si malade récemment qu'il existait une crainte qu'il meure. Ceci créa une certaine sympathie populaire pour lui, alors que sa popularité avait déjà augmenté avec sa libération de la captivité de Mathilde en novembre 1141. Austin Lane Poole (en) relate les événements comme ceci :

« Au festival de Noël [1141], célébré à Cantorbéry, Étienne se soumit à un second couronnement, ou tout du moins il porta sa couronne, comme un symbole qu'il régnait de nouveau sur l'Angleterre. Les affaires du royaume, une visite à York, et une maladie, si sérieuse qu'il se murmurait qu'il était mourant, empêchaient le roi de mettre en œuvre les dernières actions pour renverser sa rivale, qui demeurait sereinement à Oxford. Il lui fallut attendre jusqu'à juin pour être suffisamment en forme pour pouvoir reprendre la campagne. »

— A. L. Poole, From Domesday Book to Magna Carta, 1087–1216
Mathilde et Robert, de leur côté, ne sont pas au courant que le roi en rémission ; R. H. C. Davis suggère que s'ils l'avaient su, ils auraient probablement retardé, voire annulé le voyage de Robert sur le continent. Mais ils ne le font pas, et l'armée de Mathilde se retrouve en pratique sans dirigeant. Mathilde a pu s'attendre à ce que certains nobles fassent la route jusqu'à Oxford — pour « faire bien » avec elle, c'est-à-dire pour déclarer leur soutien à sa cause —, mais « ils n'avaient aucune obligation à le faire », selon Edmund King. D'après le professeur H. A. Cronne, il est probable qu'à ce moment « le cours s'était inversé, et des hommes quittaient déjà discrètement sa cour ». Pour John Appleby aussi, la plupart de ses soutiens s'étaient accordés sur le fait que, selon ses mots, ils avaient « misé sur le mauvais cheval », surtout après sa fuite de Westminster et le fait qu'elle n'y soit pas retournée immédiatement en force. Étienne, de son côté, avait récupéré le nord de l'Angleterre, y avait une base de soutien solide et avait été capable d'y lever une grande armée — possiblement plus de 1000 chevaliers — avant de retourner au sud.

## Le siège

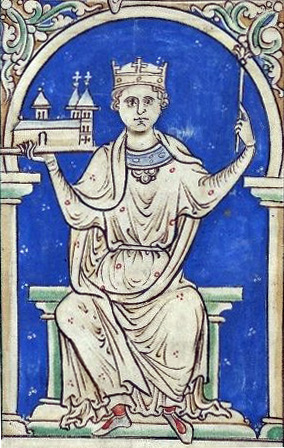
Le roi Étienne de Blois, dans une illustation du XIIIe siècle de Matthieu Paris

Après son rétablissement, Étienne agit « comme un homme réveillé de son sommeil », d'après l'auteur de la Gesta (anti-angevine et favorable à Étienne),. Il s'approche rapidement d'Oxford, depuis le sud-ouest ; bien que la taille de son armée ne soit pas connue, il a déjà remporté une série de victoires petites mais significatives, creusant un trou dans le sud-ouest contrôlé par les angevins. Cela lui a permis de s'emparer de la ville portuaire de Wareham, coupant les lignes de communication de Mathilde avec ses possessions continentales,, ainsi que de Cirencester, et les châteaux de Rampton (en) et de Bampton (en),. La prise de ces châteaux lui permet de couper les lignes de communication de Mathilde entre Oxford et le sud-ouest de l'Angleterre et lui ouvre la voie vers Oxford. Il fait probablement le trajet en passant par Sherborne, Castle Cary, Bath et Malmesbury, toutes tenues par ses partisans (en évitant, comme le fait remarquer Davis, Salisbury, Marlborough, Devizes et Trowbridge, tenues par des fidèles de Mathilde).
Étienne arrive à la rive surplombant Oxford le soir du 26 septembre 1142, la ville n'étant pas prête à son arrivée. David Crouch commente que le roi avait « bien choisi son moment » : le précédent châtelain de la ville et du château, Robert d'Oilly (en), est décédé quinze jours plus tôt, et son successeur n'est pas encore désigné. La seule présence militaire d'Oxford est donc constituée des hommes d'armes de la maison de l'Emperesse, une force relativement petite. Ils « viennent courageusement ou bêtement disputer la traversée de la rivière » aux forces d'Étienne et, se croyant en sécurité, les raillent depuis la sûreté des remparts de la ville, leur faisant pleuvoir des volées de flèches depuis l'autre côté de la rivière. Tandis que les forces de Mathilde se battent en dehors de la ville, Étienne est déterminé à assiéger le château sans bataille, mais cela l'oblige à prendre d'abord la ville. Les hommes d'Étienne doivent naviguer une série de cours d'eau, que la Gesta décrit comme « un gué vieux et extrêmement profond »,. Ils réussissent tant bien que mal à le traverser — au moins un chroniqueur pense qu'ils ont nagé à un moment — et entrent dans Oxford le même jour par une poterne. La garnison de Mathilde, à la fois surprise et en sous-nombre, et probablement en panique, bat en retraite rapidement en direction du château. Ceux qui sont pris sont tués ou gardés contre rançon ; la ville elle-même est pillée et brûlée. Mathilde se retrouve donc bloquée à l'intérieur du château, avec encore moins de soldats que lorsqu'elle est entrée dans la ville,.
Le principal objectif d'Étienne, dans le siège d'Oxford, est la capture de l'Emperesse, plutôt que celle de la ville ou du château,, comme le rapporte le chroniqueur John de Gloucester. Guillaume de Malmesbury, un autre chroniqueur, suggère qu'Étienne pensait terminer la guerre civile une fois pour toutes avec la capture de son adversaire, et la Gesta déclare que « aucun espoir d'avantage, aucune peur de perte » ne distrairait le roi de son but. Les angevins avaient bien compris cela, ce qui ajouta à l'urgence de la mission du comte de Gloucester en Normandie. Le château d'Oxford était bien approvisionné, et un long siège était inévitable, mais Étienne « se satisfaisait d'endurer un long siège pour affamer sa cible, même si l'hiver rendait les conditions extrêmement difficiles pour ses propres hommes », d'après Gravett et Hook,. Étienne était cependant relativement compétent dans le siège : il empêcha les assiégés de s'approvisionner en pillant les alentours lui-même, et fit preuve d'une certaine ingéniosité dans son usage varié de la technologie de siège, utilisant des beffrois, des béliers ou des mangonneaux. Selon Keith Stringer, cela lui permit d'attaquer les murs du château à la fois de près et de loin, en même temps.
Étienne n'attend pas : il installe ses quartiers dans ce qui deviendra plus tard le palais de Beaumont, juste au-delà des remparts de la ville, devant la porte nord. Bien que pas particulièrement fortifié, il est défendable facilement, avec un mur et une porte solides,. Il fait construire de l'artillerie de siège, qu'il place sur deux collines artificielles baptisées le « mont du Juif » et le « mont Pelham », situées entre le palais de Beaumont et le mur nord,. Celles-ci maintenaient sur le château des tirs de suppression et il est possible que ces monticules, étant si proches l'un de l'autre, constituaient une structure de motte castrale aux abords de la ville, plutôt que deux œuvres de siège différentes,. Au-delà des dégâts physiques qu'elles infligent au château, elles ont l'avantage de faire empirer le moral des habitants. Pendant ce temps, les gardes du roi restent aux aguets 24 heures sur 24, pour intercepter une éventuelle tentative d'évasion de l'Emperesse. Comme Étienne a pu prendre la ville sans en endommager les murs, ils jouent désormais en sa faveur, en cela qu'ils lui permettent d'attaquer Mathilde tout en protégeant ses flancs. La conséquence pour celle-ci est qu'une mission de sauvetage semble de moins en moins possible, étant donné qu'un éventuel sauveur devrait déloger les forces d'Étienne des murs fortifiés avant même de pouvoir atteindre le camp siège. Il y a un centre de sympathisants à seulement une vingtaine de kilomètres, au château de Wallingford, selon Crouch, mais ils sont « impuissants » s'il s'agit de l'atteindre ou de l'aider à s'évader. Bradbury suggère que leur infériorité numérique par rapport à l'armée du roi les a probablement dissuadés de tenter un sauvetage. La petite force de Mathilde, quant à elle, reste clouée sur place par le blocus d'Étienne, et commence petit à petit à manquer de provisions.
En décembre, le comte Robert de Gloucester retourne en Angleterre avec une force de 300 à 400 hommes, et des chevaliers, dans 52 navires. Concédant aux demandes de l'Emperesse, le comte Geoffroy d'Anjou avait autorisé leur fils Henri, âgé de 9 ans, à l'accompagner. La mission de Robert, qui était à l'origine de convaincre le comte d'Anjou de venir en Angleterre avec son armée, avait échoué. Geoffroy avait refusé de quitter la Normandie, ou de lancer une mission pour libérer son épouse ; selon Cronne, « c'était sûrement la meilleure décision : les barons anglais soutenant Mathilde l'auraient probablement alors vu comme un intrus non sollicité »,. De retour en Angleterre, Robert assiége Wareham, espérant probablement que le roi lève le siège sur Oxford pour venir en aide à la ville portuaire ; mais si c'était un piège, Étienne — parfaitement au fait de son avantage stratégique à Oxford — ne tombe pas dedans.

## La fuite de Mathilde

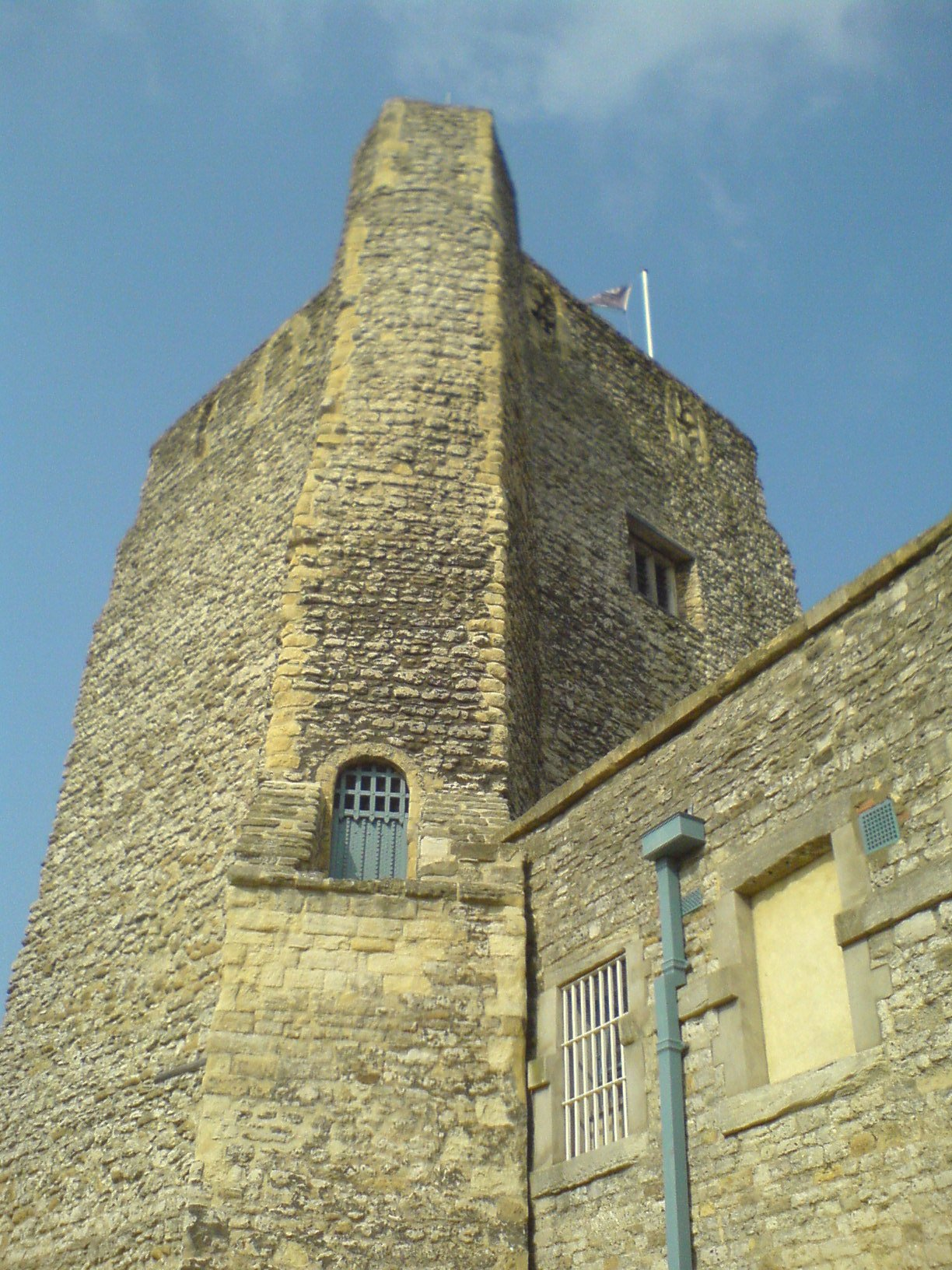
La tour Saint-George, au château d'Oxford, en 2007

Pour la deuxième fois depuis le début de la guerre, Étienne parvient presque à capturer Mathilde, mais également pour la deuxième fois, il échoue,. Après trois mois de siège, les provisions au château d'Oxford deviennent dangereusement basses et, comme le suggère Castor, « enfermés dans une ville brûlée et noircie, Mathilde et sa garnison avaient froid, faim et avaient quasiment perdu espoir ». Mathilde — grâce au « génie » de sa garnison, d'après David Crouch, et accompagnée par quatre chevaliers —, s'échappe de la tour Saint-Georges, une nuit de début décembre. Elle ne peut réussir cette opération, selon J. O Prestwick, que parce qu'à cause de la durée du siège, certains éléments de l'armée d'Étienne « avaient déserté, et d'autres étaient devenus lâches »,. Mathilde a tiré parti de l'affaiblissement du siège ; elle a aussi pu être aidée par de la trahison provenant de l'armée du roi,. Si elle n'a pas été aidée par la trahison, elle l'a au moins été par la négligence des forces d'Étienne, selon Davis. D'après lui, cela empêcha Étienne d'accomplir son objectif premier : gagner la guerre d'un coup en capturant l'Emperesse. La fuite de Mathilde à Wallingford contribue à la réputation sur sa chance, à la limite du miracle. Le chroniqueur contemporain auteur de la Gesta Stephani (en) — largement acquis à la cause d'Étienne — écrit ainsi :

« Je n'ai jamais lu d'aucune autre femme réchappant avec tant de chance de tant d'ennemis mortels et de la menace de dangers si grands : la vérité étant qu'elle alla du château d'Arundel indemne au milieu de ses ennemis ; elle s'échappa saine et sauve de la foule de londoniens lorsqu'ils l'assaillaient elle, et elle uniquement, dans leur puissante colère ; puis elle fila en catimini, de manière extraordinaire, de la déroute de Winchester, alors que quasiment tous ses hommes étaient battus ; et alors, lorsqu'elle quitta Oxford assiégée, elle s'en tira indemne ? »,

— Gesta Stephani
La fuite de Mathilde a été, en accord avec sa réputation, enjolivée par ses contemporains qui se sont posé beaucoup de questions sur la manière de réussir cet exploit. Les chroniqueurs ont essayé de répondre à ces questions, en embellissant leurs réponses comme à leur habitude. C'est le dernier, et probablement le plus théâtral des événements de la vie de Mathilde. C'est aussi le chapitre final des Historiae Novellae de Guillaume de Malmesbury : il a été le premier à supposer qu'elle s'était échappée par une poterne et avait marché jusqu'à Abingdon. La Chronique anglo-saxonne — qui repose elle-même beaucoup sur les écrits de Malmesbury — ajoute la possibilité qu'elle aurait descendu les murs à la corde. La Gesta Stephani ajoute que non seulement une neige épaisse recouvrait le sol, mais que la rivière avait gelé. Henri de Huntingdon embellit enfin l'histoire en y ajoutant les tenues blanches des évadés. Edmund King suggère que pour beaucoup de ces explications, on peut retracer les faits à d'autres événements, souvent mythologiques ou bibliques, qui auraient servi de référence aux chroniqueurs ecclésiastiques. Ils ont suggéré qu'elle était descendue de sa fenêtre avec une corde (mais, note King, « c'est la manière par laquelle Saint Paul s'échappe de ses ennemis à Damas »), qu'elle avait marché sur l'eau du Castle Mill Stream (en) (« mais cela ressemble plus aux Israélites traversant la mer Rouge qu'à la traversée d'une rue », et la Tamise pouvait être gelée), enveloppée dans un châle blanc pour se camoufler dans la neige, selon Henri de Huntingdon. L'évasion ne se fait pas sans alerter les hommes d'Étienne : ils n'étaient pas endormis et alors que Mathilde se glisse en dehors du château, le son des trompettes et les cris de ses hommes, « portant dans l'air glacial », font diversion permettent à l'Emperesse et ses hommes de se faufiler à travers les lignes ennemies. La neige était récemment tombée, ce qui les protégeait de leurs ennemis mais gênait également leur progression. Selon Edmund King, il est clair que l'évasion avait été minutieusement préparée, quels que soient les détails précis discutés précédemment. Le château se rend le lendemain de la fuite de Mathilde, et Étienne y installe sa propre garnison,. Le siège a duré au total plus de deux mois et demi.
Ayant réussi « la dernière et la plus remarquable de ses évasions », d'après King, Mathilde et ses compagnons se rendent — ou plutôt « fuient ignominieusement », d'après lui — vers Abingdon, où ils récupèrent des chevaux et des provisions, puis poursuivent vers Wallingford, où ils peuvent compter sur le soutien de Brian FitzCount, et où ils retrouvent Robert de Gloucester. Étienne, pendant ce temps, profite de la présence angevine à Wallingford pour tenter (sans succès) de reprendre Wareham, que Robert avait refortifiée après l'avoir reprise.

## Répercussions et suite de la guerre
Oxford a été décrite comme la « cible-clé » d'Étienne en 1142, et David Crouch baptise la perte de la ville « Stalingrad » de Mathilde : « une ultime redoute, dont la retraite signerait le début de la fin pour sa cause ». La Gesta Stephani indique que le roi contrôle dorénavant toute la région, ainsi que la vallée de la Tamise. Il contrôlait déjà la capitale et le sud-est et désormais, d'après Poole, « tous les espoirs angevins à l'est de la haute vallée de la Tamise » étaient douchés. L'évasion de Mathilde n'est pas en elle-même une victoire — elle met plutôt en lumière la fragilité de sa position, d'après King — et à la fin de l'année, le camp angevin est, dans les mots de Crouch, « en grande difficulté », et ce qu'il reste de son armée est démoralisé. Selon lui, on peut observer cet état dans le fait que même si le comte de Gloucester était rentré de Normandie fin octobre, cela lui a pris jusqu'à décembre pour se ré-établir dans son fief du Dorset,, étant donné qu'il voulait reprendre le contrôle de la totalité de la côte du comté. Wallingford était désormais la seule possession angevine en dehors du West Country ; Étienne, cependant, bien que menant une campagne décrite par Barlow comme « tactiquement brillante, distinguée par de la bravoure personnelle », avait perdu l'élan accumulé depuis la fin de sa captivité, et avait manqué sa chance de terminer la guerre rapidement avec la capture de Mathilde, comme il l'escomptait. À l'arrivée de l'Emperesse à l'ouest, son camp s'évertua à reconstruire ses possessions restantes, étant désormais incapable de reprendre celles qu'il avait perdues. La rumeur populaire voulait que Mathilde avait émis le souhait, après son évasion, de fonder une nouvelle abbaye cistercienne. David Crouch, néanmoins, estime qu'elle aurait monté cela de toutes pièces des années plus tard afin de justifier sa politique,, et Geoffrey White note qu'elle ne financera une abbaye qu'en 1150, lorsqu'elle s'engage, « sur la suggestion de l'archevêque de Rouen, à coopérer dans la fondation de l'abbaye du Valasse ».

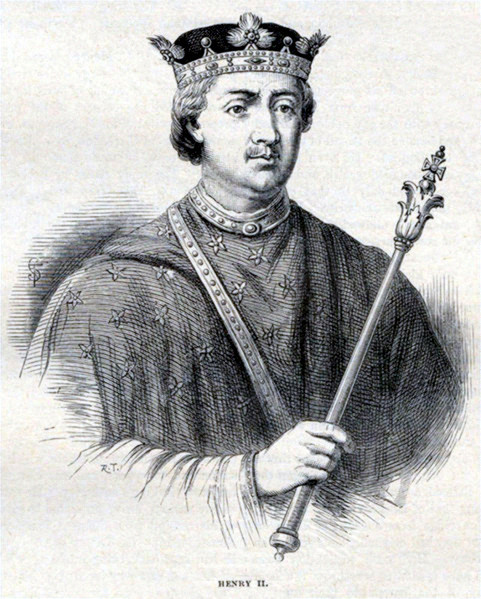
Le roi Henri II, imaginé par John Cassell dans son Histoire de l'Angleterre, en 1865

Les mouvements exacts d'Étienne après le siège sont difficiles à établir ; le château d'Oxford dominait la campagne environnante, et il tira probablement avantage de sa nouvelle seigneurie pour maîtriser les alentours, y dépensant temps et moyens. Après tout, d'après Emilie Amt, dans le comté en général, « la loyauté angevine de nombreux barons de l'Oxfordshire était bien plus importante que le contrôle temporaire que le parti de l'Emperesse avait eu de la capitale régionale ». Étienne savait que Mathilde avait fui à Wallingford après son évasion, mais ne tenta pas de l'en arrêter. Il avait déjà essayé de prendre le château en 1139, et FitzCount avait « fortifié un château déjà imprenable » depuis, et disposait d'assez de provisions pour tenir un siège de plusieurs années, ce qu'Étienne avait appris à ses dépens : son siège n'avait tenu que quelques semaines. Le roi ne souhaitait donc clairement pas tenter un second assaut. On sait qu'il a participé à un concile légatin (en) à Londres au printemps suivant, et qu'il est retourné à la même période à Oxford pour consolider son autorité dans la région. Étienne tenta une contre-attaque, mais fut lourdement battu à la bataille de Wilton l'année suivante. Oxford resta néanmoins entre les mains du roi, avec William de Chesney (en) comme connétable ; en 1155, le shérif Henry d'Oxford reçut 7 livres pour aider à la reconstruction de la ville, « dévastée par l'armée d'Étienne » 13 ans auparavant.
Mathilde continue vers le château de Devizes (en), où elle passe le reste de la campagne militaire en Angleterre, et le jeune Henri — dont le rôle était de fournir « une once de légitimité masculine à la lutte de sa mère », d'après Martin Aurell — passe les mois suivants au château de Bristol (en) avant de retourner auprès de son père en France. Beaucoup de ceux qui avaient perdu des terres au profit du roi vont vers l'ouest trouver la protection de Mathilde. Avec la fin du siège d'Oxford, la situation militaire devient plus statique, et « le reste jusqu'à la fin de la guerre », d'après Stringer ; celle-ci continue comme « une guerre de sièges de châteaux similaire à une partie d'échecs », dans les mots de Cronne,. Les deux parties sont et continuent à être accablés par la combinaison du coût massif des campagnes militaires et de leur inefficacité à récolter un revenu suffisant. Mathilde quitte l'Angleterre en 1148 ; Étienne meurt en 1154 et, sous les termes du traité de Wallingford signé l'année précédente, Henri, duc de Normandie, monte sur le trône sous le nom d'Henri II,,.